# Ivan Christoforovič Bagramjan
Ivan Christoforovič Bagramjan (rusky Иван Христофорович Баграмян; 20. listopadujul./ 2. prosince 1897greg. Čardachly u Jelizavetpole, dnes v Ázerbájdžánu – 21. září 1982 v Moskvě) byl sovětský maršál arménského původu. Za druhé světové války velel frontu, v 60. letech se stal náměstkem ministra obrany. Byl členem ÚV KSSS.

## Život

### Mládí
Narodil se v chudé arménské rodině, otec pracoval na železnici. Absolvoval Tifliské železniční technické učiliště. Na železnici pracoval pouze několik měsíců, v roce 1915 dobrovolně vstoupil do armády.
Po únorové revoluci podporoval arménskou nacionalistickou stranu Arménská revoluční federace, po vyhlášení nezávislosti Arménie bojoval v arménské armádě proti Turkům, velel rotě, později eskadroně. V prosinci 1920 se přidal k povstání proti vládě, vstoupil do arménské Rudé armády, resp. 11. armády RA, v ní už zůstal celý život.

### Mezi válkami
V meziválečném období sloužil u jezdectva. Čistkám třicátého sedmého roku se vyhnul díky podpoře A. I. Mikojana. Byl vybrán mezi prvními ke studiu na Frunzeho Akademii generálního štábu, na ní zůstal jako učitel do podzimu 1940, kdy ho Georgij Konstantinovič Žukov prosadil do funkce náčelníka operačního oddělení štábu 12. armády.

### Vlastenecká válka
Se začátkem války byl Kyjevský zvláštní vojenský okruh reorganizován na Jihozápadní front, on zde zůstal ve funkci náčelníka opererační správy štábu frontu. Účastnil se organizace tankových protiúderů u Dubna, Rovna a Lucka v rámci Lvovsko-černovické (červen–červenec) a Kyjevské obranné operace. Přes značnou početní převahu zde byla sovětská vojska poražena.
V srpnu–září 1941 skončila obrana Kyjeva katastrofou, většina sil frontu byla obklíčena Němci, on sám se štěstím unikl z kotle v čele téměř 20 tisíc vojáků, jeho nadřízení – náčelník štábu frontu Tupikov a velitel frontu Michail Kirponos a mnoho dalších generálů zahynulo nebo bylo zajato. V nově vybudovaném Jihozápadním frontu zastával tutéž funkci. Před protiútokem u Moskvy byl jmenován náčelníkem štábu skupiny vojsk pravého křídla Jihozápadního frontu, rozpracoval plán útoku proti německé 2. armádě, úspěšně provedený v prosinci 1941 (Jelecká útočná operace).
Koncem prosince 1941 povýšil v hodnosti (generálporučík) i funkci (náčelníka štábu jihozápadního směru). V nové funkci se podílel na přípravě Barvenkovsko-lozovské operace – v lednu 1942 vojska Jihozápadního a Jižního frontu pouze vytvořila výběžek cca 100 km na západ. Rozvinout úspěch a osvobodit Charkov se nepodařilo, naopak v květnu 1942 Wehrmacht neočekávaně zaútočil, odřízl vojska ve výběžku a zničil je. Za tento neúspěch byl odvolán a jmenován (po Žukovově intervenci) zástupcem velitele 61. armády.
Už v červenci 1942 převzal 16. armádu po Rokossovském. V čele armády vynikl, v dubnu 1943 byla přejmenována na 11. gardovou. Za úspěšnou účast v Orelské strategické operaci (operace Kutuzov) v červenci-srpnu 1943 byl vyznamenán a povýšen.
V listopadu 1943 byl opět povýšen a jmenován velitelem 1. pobaltského frontu. Zimní kampaň frontu skončila jen nevýraznými úspěchy. O to úspěšnější byla běloruská strategická útočná operace (operace Bagration) v červnu-srpnu 1944, ve které jemu podřízená vojska postoupila o 600 km. V září 1944 1. pobaltský front zaútočil na Rigu (Rižská operace), v říjnu došel – po náročném přeskupení sil z pravého křídla frontu na levé – až k Baltskému moři (Memelská operace) a odřízl tak německou skupinu armád Sever od hlavních sil Wehrmachtu. V únoru 1945 byl 1. pobaltský front reorganizován v Zemlandskou skupinu vojsk 3. běloruského frontu, jednotky se účastnily dobytí východního Pruska. Od dubna 1945 převzal po Vasilevském celý 3. běloruský front.

### Poválečné období
Po Velké vlastenecké válce, až do roku 1954, zůstal v Pobaltí jako velitel vojenského okruhu. Poté zastával vysoké funkce na ministerstvu obrany SSSR, v roce 1955 byl jmenován maršálem Sovětského svazu. Od 1958 byl deset let náčelníkem týlu Sovětské armády.
Zemřel 21. září 1982 jako poslední z maršálů – velitelů frontů za 2. světové války, pochován byl v Kremelské zdi na Rudém náměstí v Moskvě.

## Vzdělání
- 1915 absolvoval Tifliské železniční technické učiliště
- 1917 absolvoval Tifliskou školu praporčíků
- 1924–1925 Kurzy zdokonalování vyššího velitelského sboru
- 1931 Kursy zdokonalování vyššího velitelského sboru
- 1931–1934 Vojenská akademie M. V. Frunzeho
- 1936–1938 Vojenská akademie generálního štábu

## Vojenská služba
- 1915 – prosinec 1917 v ruské armádě
- 1918 – listopad 1920 v arménské armádě, velitel roty, velitel eskadrony
- od prosince 1920 v Rudé armádě
- prosinec 1920–1923 – nižší velitelské funkce
- 1923–1931 – velitel jezdeckého pluku Arménské střelecké divize
- červen 1934 – říjen 1936 – náčelník štábu 5. jezdecké divize
- říjen 1938 – září 1940 – učitel v Akademii generálního štábu
- září – prosinec 1940 – náčelník operačního oddělení štábu 12. armády
- prosinec 1940 – červen 1941 – náčelník operačního oddělení štábu Kyjevského vojenského okruhu
- červen – prosinec 1941 – náčelník operačního oddělení a zástupce náčelníka štábu Jihozápadního frontu
- 28. prosince 1941 – 26. června 1942 – náčelník štábu Hlavního velitelství Jihozápadního směru
- 1. dubna – 26. června 1942 – náčelník štábu Jihozápadního frontu
- červen – červenec 1942 – zástupce velitele armády
- 13. července – 19. listopadu 1943 – velitel 16. (od 16. dubna 1943 11. gardové) armády
- 19. listopadu 1943 – 24. února 1945 – velitel 1. pobaltského frontu
- 24. února – 26. dubna 1945 – velitel Zemlandské skupiny vojsk 3. běloruského frontu
- 26. dubna – červen 1945 – velitel 3. běloruského frontu
- červen 1945 – květen 1954 – velitel Pobaltského vojenského okruhu
- 25. května 1954 – květen 1955 – Hlavní inspektor ministerstva obrany
- květen 1955 – červen 1956 – náměstek ministra obrany
- 8. června 1956 – 2. června 1958 – náčelník Akademie generálního štábu
- 2. června 1958 – 25. dubna 1968 – náměstek ministra obrany a náčelník týlu ministerstva obrany/ozbrojených sil
- od 25. dubna 1968 – ve skupině generálních inspektorů

## Hodnosti

### Ruské
- praporčík

### Sovětské
- 29. listopadu 1935 plukovník
- 12. srpna 1941 generálmajor
- 27. prosince 1941 generálporučík
- 16. dubna 1943 generálplukovník
- 19. listopadu 1943 armádní generál
- 11. března 1955 maršál Sovětského svazu

## Řády a vyznamenání
- Řád rudého praporu (6.11.1941, 30.11.1944, 17.5.1951)
- Řád Kutuzova 1. stupně (9.4.1943)
- Řád Suvorova 1. stupně (27.8.1943, 19.4.1945)
- Hrdina Sovětského svazu (29.7.1944, 1.12.1977)
- Leninův řád (29.7.1944, 6.11.1945, 1.12.1947, 2.12.1957, 2.12.1967, 1.12.1972, 1.12.1977)
- Řád Říjnové revoluce (22.2.1968)
- Čestná zlatá zbraň se zobrazením státního znaku SSSR (22.2.1968)
- Řád "Za službu vlasti v Ozbrojených silách SSSR III. stupně" (30.4.1975)
- zahraniční řády

## Politická činnost
- od 1941 člen VKS(b)-KSSS
- 1952/1953 člen ÚV KS Lotyšska
- 14.10.1952 – 17.10.1961 kandidát ÚV KSSS
- 31.10.1961 – 21.9.1982 člen ÚV KSSS
- poslanec Nejvyššího sovětu SSSR 2 - 7 volebního období

## Dílo
- Так начиналась война. Moskva: Vojenizdat, 1971. Dostupné online. (rusky)
  -  Tak začínala válka. Překlad Ludvík Myška. 1. vyd. Praha: Naše vojsko, 1972. 504 s., 6 str. (Paměti; sv. 37).
- Так шли мы к победе. Moskva: Vojenizdat, 1977. Dostupné online. (rusky)
  -  Na cestě k vítězství. Překlad Ludvík Myška. 1. vyd. Praha: Naše vojsko, 1982. 560 s., 32 str. (Paměti; sv. 66).